# Jorge Alberto González Barillas
Jorge Alberto González Barillas (13 de març, 1958 a San Salvador), popularment conegut com a Mágico González, és un exfutbolista salvadorenc.
Davanter de gran qualitat, però amb una vida molt esbojarrada (molt afeccionat a la vida nocturna), és considerat per molts especialistes com el millor futbolista salvadorenc de la història.
González començà la seva carrera professional el 1975 al club Administración Nacional de Telecomunicaciones (ANTEL). Després defensà els colors de l'Independiente San Vicente, abans de fitxar pel Club Deportivo FAS, un dels principals equips de la lliga del seu país. Al Salvador rebé el sobrenom de Mago (mag), essent lleugerament modificat per Mágico (màgic) quan arribà a Espanya.
Tant Atlètic de Madrid com Cadis CF s'interessaren pel seu fitxatge el 1982, però fou finalment l'equip andalús qui aconseguí els seus serveis. Al Cadis passà els millors anys de la seva vida professional i es convertí en un autèntic ídol a la ciutat. L'any 1984 participà en una gira pels Estats Units amb el FC Barcelona de Diego Maradona. Problemes amb el seu entrenador Benet Joanet el portaren a fitxar pel Reial Valladolid després de la temporada 1984-85, però tot just nou partits després tornà a Càdis. En total marcà 57 gols en 183 partits pel club andalús entre 1982 i 1991. Acabà la seva carrera al seu país natal, al FAS i al San Salvador FC.
González debutà amb la selecció del Salvador l'1 de maig de 1979 en un amistós davant Mèxic. En total disputà 48 partits amb la selecció, inclosa la seva participació en la fase final de la Copa del Món de 1982.